# Littérature de l'océan Indien
Cet océan, le premier de la mondialisation, a vu naître des textes aussi anciens et féconds que Les Mille et Une Nuits, qui raconte les voyages réels et fantastiques du marchand Sindbad dans cet océan baigné par les moussons et les cyclones tropicaux. 

## Espace de la diversité

### Les riverains
Cet espace, qui met en relation, depuis trois millénaires, les commerçants et les richesses des Indes, d'Afrique, de Chine, et d'autres pays comme l'Indonésie, Madagascar (26 000 000 Malgaches), Maurice (1 250 000 Mauriciens), les Comores (1 000 000 Comoriens), La Réunion (1 000 000 Réunionnais), le Vietnam et ceux de la péninsule Arabique, est caractérisé par une très grande diversité de peuples, d'imaginaires, de langues, et de littératures.
La littérature indienne, par exemple, est considérée comme la plus vieille de l'humanité, dans plus d'une centaine de langues, officielles ou non.
Les autres archipels importants sont les Maldives (400 000 Maldiviens), les Seychelles (100 000 Seychellois).

### Littératures coloniale et exotique
Après de fructueux échanges commerciaux dans la seule zone Nord dès la proto-histoire, et davantage durant l'Antiquité et le Moyen-Âge arabo-musulman, cet océan devient aussi l'espace dont se saisissent des Européens contournant le cap de Bonne-Espérance avec Bartolomeu Dias, en 1488. Plus tard, Vasco de Gama se dirige vers Malindi, puis vers Calicut, port des épices, avec un muallim ou pilote de la région.
Ainsi, on peut lire Paul et Virginie, le premier roman pré-naturaliste, écrit par Bernardin de Saint-Pierre ou, plus tard, les poèmes À la dame créole ou La Malabaraise de Charles Baudelaire, qui expérimente les correspondances à l'Île-de-France, ancien nom de l'île Maurice.
D'autres exemples se trouvent dans l'œuvre de Joseph Conrad, dont de nombreux récits sont inspirés par ses voyages dans ce domaine maritime : Lord Jim, Typhon ou La Folie Almayer.

## Auteurs

### XXesiècle
On peut citer, pêle-mêle, ces écrivains qui explorent les relations problématiques d'un univers où s'affrontent les conceptions coloniales et les aspirations des peuples à leur liberté :
- les poètes malgaches Jean-Joseph Rabearivelo, Jacques Rabemananjara,
- les romanciers réunionnais Leblond,
- les mauriciens Clément Charoux (1887-1959)[1],[2], Loys et Edmond Masson, Marcel Cabon, Robert Edward Hart, Édouard J. Maunick, Jean-Georges Prosper et le visionnaire Malcolm de Chazal...

### XXIesiècle
Petite sélection dans cette génération porteuse de propositions littéraires fortes :
- Comores : Ali Zamir, Mohamed Ahmed Bacar Rezida (1981-) ...
- Madagascar : Pedro Opeka (1948-), Michaël Ferrier, Douna Loup...
- Maldives :
  - Naushad Waheed (en) (1962-)
  - Imad Latheef (1966-), chroniqueur, journaliste
  - Ali Rafeeq (en) (1969 ?)
  - Jennifer Latheef (1973-)
  - Ismail Khilath Rasheed (en) ou Hilath (1980 ?)
- Mascareignes, des auteurs qui ont engagé un dialogue avec les identités dans le sillage des indépendances, tout en travaillant aussi une littérarité digne de ce nom...
- Maurice : Marie-Thérèse Humbert, Carl de Souza, Ananda Devi, Dev Virahsawmy, Barlen Pyamootoo, Nathacha Appanah, Shenaz Patel, Khal Torabully...

## Institutions
- Prix littéraires
  - Prix des cinq continents de la francophonie
  - Prix RFO du livre
  - Prix Beaumarchais des écritures dramatiques de l’Océan Indien
  - Prix des Mascareignes
  - Prix Indianocéanie[3]
  - Grand prix Littéraire des Océans Indien et Pacifique
  - Prix littéraire Cœlacanthe[4]
  - Prix littéraire de l’océan indien (Inspection des écoles française, AEFE)[5]
- Liste des prix littéraires français et francophones[6]